# Centaurea litochorea
Centaurea litochorea — вид квіткових рослин айстрових (Asteraceae). Ендемік пн.-цн. Греції. Вид є відомим лише з кількох мікромісць на східних і південних схилах. Віддає перевагу скелястим схилам на висоті 950–1800 метрів на вапняку.
Квітки жовті. Період цвітіння: липень — серпень.